# Parantodon
Parantodon (Paranthodon) – rodzaj wymarłego dinozaura z grupy stegozaurów, żyjącego na terenach Południowej Afryki w kredzie wczesnej, pomiędzy 145,5 a 136,4 milionami lat temu. Odkryty w 1845, należał do pierwszych znalezionych stegozaurów. Jego jedyne znane pozostałości obejmują niekompletną czaszkę i izolowane zęby, znalezione w formacji Kirkwood. Brytyjski paleontolog Richard Owen początkowo przypisał te szczątki parejazaurowi Anthodon. Po analizie niebadanych przez wiele lat szczątków z British Museum of Natural History południowoafrykański paleontolog Robert Broom zidentyfikował niekompletną czaszkę jako należącą do innego rodzaju i ukuł nazwę gatunku Palaeoscincus africanus. Kilka lat później węgierski paleontolog Franz Nopcsa, nieświadomy nowej nazwy autorstwa Brooma, również doszedł do wniosku, że czaszka reprezentuje odrębny takson, który nazwał Paranthodon owenii. Ponieważ gatunek Nopcsy opisany został po Broomie, a Broom nie stworzył nowego rodzaju, obie nazwy stały się synonimami obecnej nazwy binominalnej Paranthodon africanus. Nazwa rodzajowa składa się ze starogreckiego para („obok”) oraz z nazwy rodzajowej Anthodon, odnosząc się do początkowego przyporządkowania pozostałości zwierzęcia.
Zaliczając szczątki do Palaeoscincus, Broom początkowo uznał je za ankylozaurze. Potwierdził to Coombs w latach siedemdziesiątych XX wieku. Jednak w 1929 Nopcsa uznał takson za stegozauryda, z czym zgadza się większość współczesnych badań. W 1981 rodzaj powtórnie przejrzano materiał z punktu widzenia współczesnej taksonomii, uznając w nim pewny rodzaj stegozauryda. Jednak bardziej współczesny przegląd stegozaurów z 2008 mógł potwierdzić jedynie jedną wyróżniającą cechę i o ile badanie to cały czas przypisuje go do Stegosauridae na zasadzie podobieństwa, u Paranthodon nie można znaleźć cech diagnostycznych stegozaurydów.

## Budowa

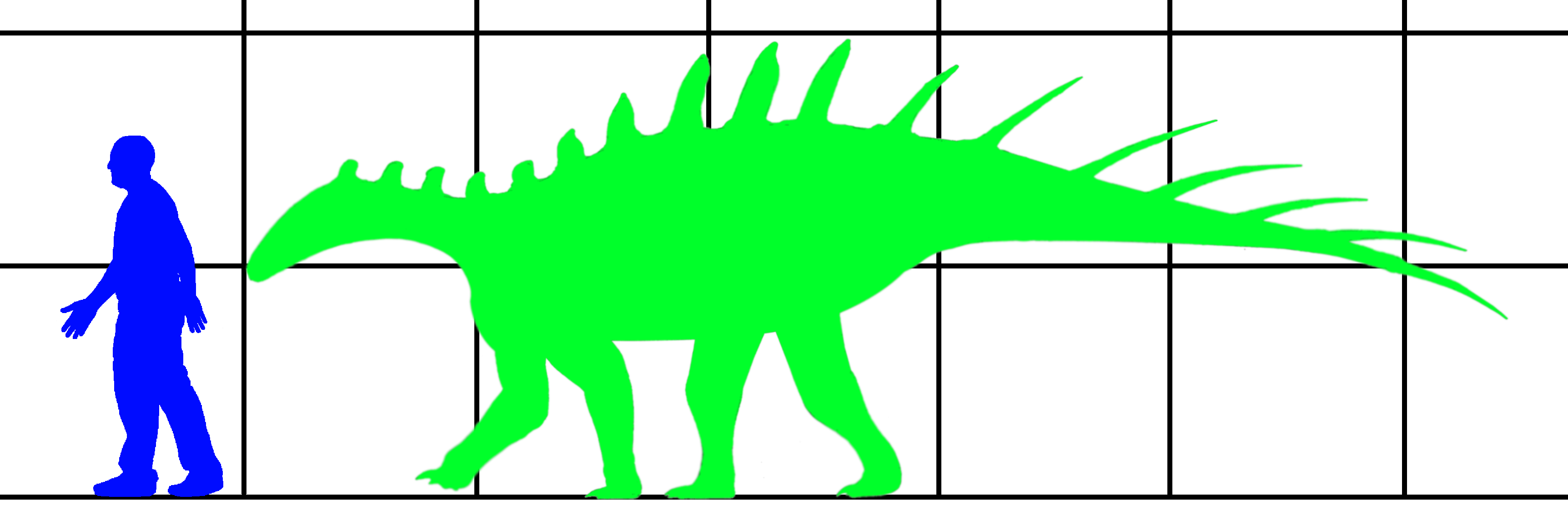
Porównanie wielkości Paranthodon i człowieka rozumnego

Paranthodon był mniejszym krewnym większych stegozaurydów, jak stegozaur. Thomas R. Holtz Jr. oszacował zwierzę na 5 m długości i między 454 a 907 kg masy ciała. Zwierzę cechowało się umiarkowanie wydłużonym pyskiem, wypukłym na szczycie. Tył kości przedszczękowej jest długi i szeroki, a nozdrza zewnętrzne duże. Zęby noszą wydatny grzbiet. Sfosylizowane kości nosowa i szczękowa są względnie kompletne, ale zachowała się też niekompletna kość przedszczękowa. Częściowo zachowany pysk przypomina należący do stegozaura swym znacznym tylnym wyrostkiem przedszczękowym oraz poszerzeniem podniebienia. Jednak Stegosaurus pozostaje jedynym stegozaurydem znanym z materiału czaszkowego odpowiadającego Paranthodon i umożliwiającego porównanie, i nawet jeśli cechują się one wielkim podobieństwem, morfologia zębów jest bardzo wyróżniająca wśród stegozaurów. Przykładowo pozostałości czaszki znane są jedynie w przypadku stegozaura, Paranthodon, kentrozaura i tuodziangozaura i morfologia zębów jest inna u każdego z nich.
Szczęka Paranthodon zachowała rząd zębów. Nawis jest nieznaczny, jeśli w ogóle występuje. Różni się on tym od ankylozaurów, gdzie w przypadku kości szczękowej był on znaczny. Zęby noszą także środkowy grzebień i 5 mniejszych wydatnych grzebieni po każdej stronie. Przypomina to grzebienie obserwowane u kentrozaura. Jak wszystkie Stegosauria, ząbki na zębach są zaokrąglone u szczytu, co kontrastuje z ankylozaurami. Ponadto jak u huajangozaura, ale inaczej niż u kentrozaura i stegozaura, Paranthodon miał wydatne grzebienie obok rzędu zębów. Niektóre zęby tego rodzaju ukazują zużycie, na większości zębów jest ono nieobecne, jak u huajangozaura. Oznacza to, że prawdopodobnie uzębienie Paranthodon nie tworzyło zgryzu między zębami. Paranthodon odróżnia się od innych stegozaurów długim, szerokim tylnym wyrostkiem kości przedszczękowej, zębami szczękowymi o bardzo dużej obręczy, dużymi grzebieniami koron zębów. Nie wszystkie wymienione cechy uznano za pewne w przeglądzie stegozaurów z 2008. Jedyną znalezioną autapomorfią jest częściowe wtórne podniebienie kostne kości szczękowej.

## Odkrycie i nazwa

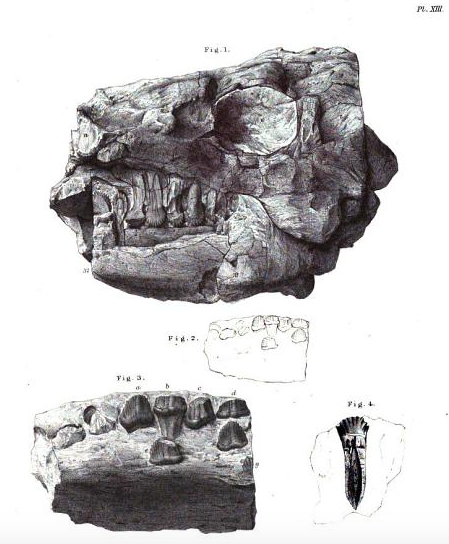
Czaszka Anthodon serrarius, do którego pierwotnie zaliczono Paranthodon

W 1845 geolodzy amatorzy William Guybon Atherstone i Andrew Geddes Bain odkryli kilka skamielin w okolicy Dassieklip (Kraj Przylądkowy), w dolinie Bushman's River. Czyni go to pierwszym nieptasim dinozaurem znalezionym na półkuli południowej, jak również w Afryce. W 1849 i 1853 Bain wysłał część skamielin Richardowi Owenowi celem identyfikacji. Wśród nich znajdowała się szczęka, którą Bain określił jako the „Cape Iguanodon” („iguanodon przylądkowy”), wobec czego związane z nią miejsce nazwano „Iguanodonhoek”. Atherstone opublikował krótką pracę o odkryciu w 1857, w 1871 narzekając na brak uwagi w Londynie. W 1876 seria okazów z kolekcji została nazwana przez Owena mianem Anthodon serrarius, nazwa rodzajowa powstała w oparciu o podobieństwo zębów do kwiatu. Przypisane doń zostały: częściowa holotypowa czaszka BMNH 47337, lewa szczęka BMNH 47338, skała macierzysta BMNH 47338 z fragmentami kości i odciskami przedniej części czaszki oraz kręgi BMNH 47337a. W 1882 Othniel Charles Marsh przypisał Anthodon rodzinie Stegosauridae, bazując na BMNH 47338, a w 1890 Richard Lydekker odkrył, że choć Anthodon był Pareiasauria, jego zęby przypominały należące do Stegosauridae.
W 1909 Robert Broom odwiedził kolekcję British Museum of Natural History. Doszedł do wniosku, że Owen pomieszał zniekształconą niepełną czaszkę, zęby i żuchwę Pareiasauria z częściową szczęką dinozaura BMNH 47338, które w rzeczywistości reprezentowały odrębne gatunki. Broom zatrzymał nazwę Anthodon dla Pareiasauria, te drugie skamieniałości uznając za należące do rodzaju Palaeoscincus, nadając im nową nazwę Paleoscincus africanus w 1912. Odkrył znaczące różnice anatomiczne zębów pomimo podobnej morfologii, tak jak u stegozaura. W 1929 Franz Nopcsa, nieświadomy wcześniejszej publikacji Brooma, nadał P. africanus inną nazwę, jako że D.M.S. Watson sądził, że szczęka powinna zostać odróżniona od Anthodon. Nopcsa ukuł nazwę Paranthodon Owenii, nazwę rodzajową tworząc przez dodanie łacińskiego para („obok”, „podobny”) do Anthodon, epitetem zaś gatunkowym honorując Owena. Zgodnie ze współczesną konwencją epitet gatunkowy został później poprawiony na owenii. Obie nazwy włączył we współczesną nomenklaturę Walter P. Coombs w swej dysertacji z 1971, w postaci nowej kombinacji Paranthodon africanus, ponieważ Paranthodon był pierwszą nazwą rodzajową znaleziska, a africanus – najstarszym epitetem gatunkowym. Czyni to właściwą nazwą Paranthodon africanus zamiast poprzednich nazw Palaeoscincus africanus i Paranthodon owenii.
Holotyp Paranthodon, BMNH 47338, znaleziono w warstwie formacji Kirkwood, datowanej na pomiędzy berriasem a wczesnym walanżynem. Obejmuje on tylną część pyska, a więc kość szczękową z zębami, tylną ogonowo-grzbietową gałąź kości przedszczękowej, część kości nosowej i kilka izolowanych zębów, prawdopodobnie z żuchwy. Na podstawie uzębienia można do parantodonta zaliczyć też jedno dodatkowe znalezisko BMNH 47992, obejmujące jedynie izolowane zęby dzielące morfologię z należącymi do holotypu. Jednak zęby nie mają żadnej autapomorfii Paranthodon i w 2008 określono je jako należące do nieokreślonego stegozauryda.

## Systematyka
Obecnie Paranthodon klasyfikowany jest jako stegozaur spokrewniony ze stegozaurem, tuodziangozaurem i lorikatozaurem. Początkowo, kiedy Broom określił skamieliny parantodonta nazwą Palaeoscincus africanus, umieścił je wśród ankylozaurów. Klasyfikację tę później zmienił Nopcsa, który odkrył, że Paranthodon przypomina najbardziej stegozaurydy (było to jeszcze przed zdefiniowaniem tej grupy). Coombs (1978) nie zgodził się ze stanowiskiem Nopcsy, utrzymując parantodonta wśród Ankylosauria, jak Broom, aczkolwiek uznawał on zwierzę za Ankylosauria incertae sedis. W kolejnym przeglądzie autorstwa Galtona i Coombsa (1981) zamiast jednak potwierdzić interpretację Nopcsy, opisano Paranthodon jako stegozauryda kredy późnej. W wielu analizach filogenetycznych umieszczano Paranthodon wśród Stegosauria, a często i w Stegosauridae.  W analizie z 2010, obejmującej prawie wszystkie gatunki Stegosauria, podano, że Paranthodon nie zalicza się do Stegosauridae, umieszczając go w politomii z tuodziangozaurem, huajangozaurem, czungkingozaurem, Jiangjunosaurus i gigantspinozaurem. Jednak po usunięciu dwóch ostatnich rodzajów Paranthodon wraz z tuodziangozaurem klasyfikowany był blisko Stegosauridae, Huayangosaurus wraz z Chungkingosaurus w Huayangosauridae. Obrazuje to następujący kladogram:

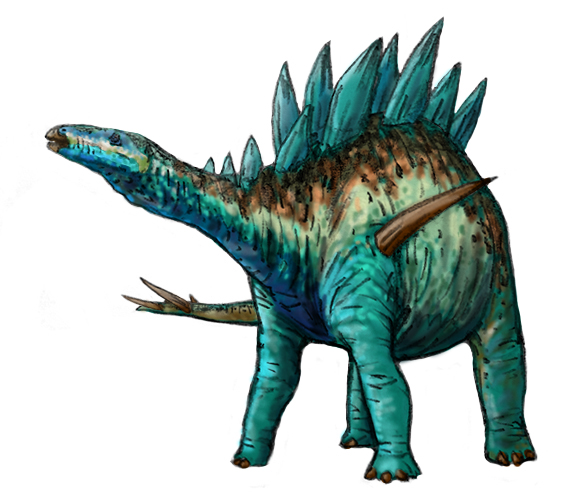
Hipotetyczna rekonstrukcja w oparciu o spokrewnione Stegosauria

|  | Dacentrurus |
|  |             |
|  | Miragaia    |
|  |             |

|  | Stegosaurus                                                    |
|  |                                                                |
|  | \| \| Hesperosaurus \| \| \| \| \| \| Wuerhosaurus \| \| \| \| |
|  |                                                                |
|  | Hesperosaurus                                                  |
|  |                                                                |
|  | Wuerhosaurus                                                   |
|  |                                                                |

|  | Hesperosaurus |
|  |               |
|  | Wuerhosaurus  |
|  |               |

|  | Dacentrurus |
|  |             |
|  | Miragaia    |
|  |             |

|  | Stegosaurus                                                    |
|  |                                                                |
|  | \| \| Hesperosaurus \| \| \| \| \| \| Wuerhosaurus \| \| \| \| |
|  |                                                                |
|  | Hesperosaurus                                                  |
|  |                                                                |
|  | Wuerhosaurus                                                   |
|  |                                                                |

|  | Hesperosaurus |
|  |               |
|  | Wuerhosaurus  |
|  |               |

|  | Dacentrurus |
|  |             |
|  | Miragaia    |
|  |             |

|  | Stegosaurus                                                    |
|  |                                                                |
|  | \| \| Hesperosaurus \| \| \| \| \| \| Wuerhosaurus \| \| \| \| |
|  |                                                                |
|  | Hesperosaurus                                                  |
|  |                                                                |
|  | Wuerhosaurus                                                   |
|  |                                                                |

|  | Hesperosaurus |
|  |               |
|  | Wuerhosaurus  |
|  |               |

|  | Dacentrurus |
|  |             |
|  | Miragaia    |
|  |             |

|  | Stegosaurus                                                    |
|  |                                                                |
|  | \| \| Hesperosaurus \| \| \| \| \| \| Wuerhosaurus \| \| \| \| |
|  |                                                                |
|  | Hesperosaurus                                                  |
|  |                                                                |
|  | Wuerhosaurus                                                   |
|  |                                                                |

|  | Hesperosaurus |
|  |               |
|  | Wuerhosaurus  |
|  |               |

|  | Dacentrurus |
|  |             |
|  | Miragaia    |
|  |             |

|  | Stegosaurus                                                    |
|  |                                                                |
|  | \| \| Hesperosaurus \| \| \| \| \| \| Wuerhosaurus \| \| \| \| |
|  |                                                                |
|  | Hesperosaurus                                                  |
|  |                                                                |
|  | Wuerhosaurus                                                   |
|  |                                                                |

|  | Hesperosaurus |
|  |               |
|  | Wuerhosaurus  |
|  |               |

|  | Dacentrurus |
|  |             |
|  | Miragaia    |
|  |             |

|  | Stegosaurus                                                    |
|  |                                                                |
|  | \| \| Hesperosaurus \| \| \| \| \| \| Wuerhosaurus \| \| \| \| |
|  |                                                                |
|  | Hesperosaurus                                                  |
|  |                                                                |
|  | Wuerhosaurus                                                   |
|  |                                                                |

|  | Hesperosaurus |
|  |               |
|  | Wuerhosaurus  |
|  |               |

|  | Dacentrurus |
|  |             |
|  | Miragaia    |
|  |             |

|  | Stegosaurus                                                    |
|  |                                                                |
|  | \| \| Hesperosaurus \| \| \| \| \| \| Wuerhosaurus \| \| \| \| |
|  |                                                                |
|  | Hesperosaurus                                                  |
|  |                                                                |
|  | Wuerhosaurus                                                   |
|  |                                                                |

|  | Hesperosaurus |
|  |               |
|  | Wuerhosaurus  |
|  |               |

|  | Dacentrurus |
|  |             |
|  | Miragaia    |
|  |             |

|  | Stegosaurus                                                    |
|  |                                                                |
|  | \| \| Hesperosaurus \| \| \| \| \| \| Wuerhosaurus \| \| \| \| |
|  |                                                                |
|  | Hesperosaurus                                                  |
|  |                                                                |
|  | Wuerhosaurus                                                   |
|  |                                                                |

|  | Hesperosaurus |
|  |               |
|  | Wuerhosaurus  |
|  |               |

|  | Dacentrurus |
|  |             |
|  | Miragaia    |
|  |             |

|  | Stegosaurus                                                    |
|  |                                                                |
|  | \| \| Hesperosaurus \| \| \| \| \| \| Wuerhosaurus \| \| \| \| |
|  |                                                                |
|  | Hesperosaurus                                                  |
|  |                                                                |
|  | Wuerhosaurus                                                   |
|  |                                                                |

|  | Hesperosaurus |
|  |               |
|  | Wuerhosaurus  |
|  |               |

|  | Dacentrurus |
|  |             |
|  | Miragaia    |
|  |             |

|  | Stegosaurus                                                    |
|  |                                                                |
|  | \| \| Hesperosaurus \| \| \| \| \| \| Wuerhosaurus \| \| \| \| |
|  |                                                                |
|  | Hesperosaurus                                                  |
|  |                                                                |
|  | Wuerhosaurus                                                   |
|  |                                                                |

|  | Hesperosaurus |
|  |               |
|  | Wuerhosaurus  |
|  |               |

|  | Dacentrurus |
|  |             |
|  | Miragaia    |
|  |             |

|  | Stegosaurus                                                    |
|  |                                                                |
|  | \| \| Hesperosaurus \| \| \| \| \| \| Wuerhosaurus \| \| \| \| |
|  |                                                                |
|  | Hesperosaurus                                                  |
|  |                                                                |
|  | Wuerhosaurus                                                   |
|  |                                                                |

|  | Hesperosaurus |
|  |               |
|  | Wuerhosaurus  |
|  |               |

|  | Dacentrurus |
|  |             |
|  | Miragaia    |
|  |             |

|  | Stegosaurus                                                    |
|  |                                                                |
|  | \| \| Hesperosaurus \| \| \| \| \| \| Wuerhosaurus \| \| \| \| |
|  |                                                                |
|  | Hesperosaurus                                                  |
|  |                                                                |
|  | Wuerhosaurus                                                   |
|  |                                                                |

|  | Hesperosaurus |
|  |               |
|  | Wuerhosaurus  |
|  |               |

|  | Dacentrurus |
|  |             |
|  | Miragaia    |
|  |             |

|  | Stegosaurus                                                    |
|  |                                                                |
|  | \| \| Hesperosaurus \| \| \| \| \| \| Wuerhosaurus \| \| \| \| |
|  |                                                                |
|  | Hesperosaurus                                                  |
|  |                                                                |
|  | Wuerhosaurus                                                   |
|  |                                                                |

|  | Hesperosaurus |
|  |               |
|  | Wuerhosaurus  |
|  |               |

|  | Dacentrurus |
|  |             |
|  | Miragaia    |
|  |             |

|  | Stegosaurus                                                    |
|  |                                                                |
|  | \| \| Hesperosaurus \| \| \| \| \| \| Wuerhosaurus \| \| \| \| |
|  |                                                                |
|  | Hesperosaurus                                                  |
|  |                                                                |
|  | Wuerhosaurus                                                   |
|  |                                                                |

|  | Hesperosaurus |
|  |               |
|  | Wuerhosaurus  |
|  |               |

|  | Dacentrurus |
|  |             |
|  | Miragaia    |
|  |             |

|  | Stegosaurus                                                    |
|  |                                                                |
|  | \| \| Hesperosaurus \| \| \| \| \| \| Wuerhosaurus \| \| \| \| |
|  |                                                                |
|  | Hesperosaurus                                                  |
|  |                                                                |
|  | Wuerhosaurus                                                   |
|  |                                                                |

|  | Hesperosaurus |
|  |               |
|  | Wuerhosaurus  |
|  |               |

|  | Dacentrurus |
|  |             |
|  | Miragaia    |
|  |             |

|  | Stegosaurus                                                    |
|  |                                                                |
|  | \| \| Hesperosaurus \| \| \| \| \| \| Wuerhosaurus \| \| \| \| |
|  |                                                                |
|  | Hesperosaurus                                                  |
|  |                                                                |
|  | Wuerhosaurus                                                   |
|  |                                                                |

|  | Hesperosaurus |
|  |               |
|  | Wuerhosaurus  |
|  |               |

Inne badania sytuowały Paranthodon blisko Tuojiangosaurus, Loricatosaurus i Kentrosaurus w obrębie Stegosaurinae. Nawet jeśli analizy filogenetyczne uznają Paranthodon za Stegosauridae, jego materiał nie posiada synapomorfii Stegosauria. Jednak jest on prawdopodobnie stegozaurzej natury, a filogenezy wielu autorów umieszczają go w tej właśnie grupie.

## Paleoekologia

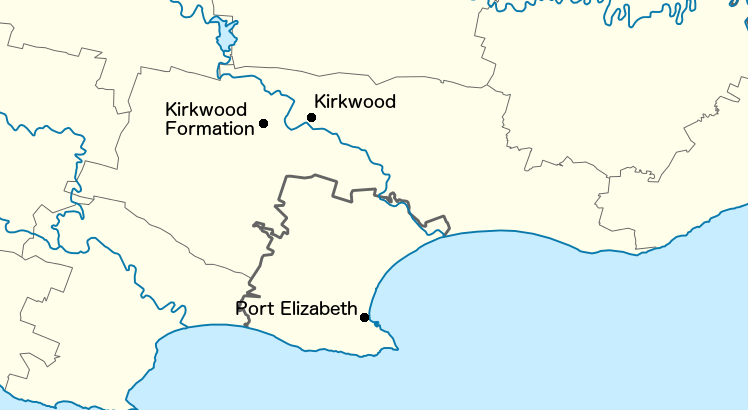
Formacja Kirkwood, gdzie odkryto szczątki

Formacja Kirkwood leży w Afryce Południowej. Odkryto w niej liczne pozostałości różnych rodzajów organizmów żywych, jako pierwszy odsłonięty został właśnie Paranthodon. Formacja powstawała od jury późnej do kredy wczesnej, najstarsze depozyty sięgają wstecz tytonu, licząc sobie jakieś 145,5 miliona lat. Natomiast najmłodsze skały powstały w walanżynie, około 136,4 miliona lat temu. Formację cechuje duża różnorodność grup zwierząt, wliczając w to dinozaury, przynajmniej dwa różne sfenodonty, wiele ryb doskonałokostnych, kilka krokodyli, płazy bezogonowe i żółwie. Jednakże duża część materiału z formacji Kirkwood to jedynie izolowane zęby bądź fragmentaryczne kawałki kości. Dinozaury tej formacji obejmują bazalnego tetanura, prymitywnego ornitomimozara nkwebazaura, prawdopodobnego brachiozauryda algoazaura potencjalnego tytanozaura, wiele ptasiomiednicznych, obok parantodonta iguanodonta i „hipsylofodonta”.